# Irena Vrkljan

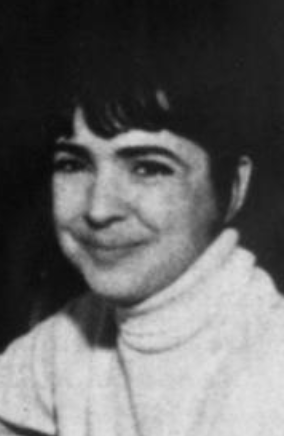
Irena Vrkljan, 1964

Irena Vrkljan (* 21. August 1930 in Belgrad; † 23. März 2021 in Zagreb) war eine jugoslawisch- bzw. kroatisch-deutsche Schriftstellerin und Übersetzerin.

## Leben
Irena Vrkljan ist in Zagreb aufgewachsen. In den 1950er Jahren hatte sie zahlreiche Veröffentlichungen im damaligen Jugoslawien. Sie arbeitete auch für das Fernsehen. 1966 begann sie ihr Studium an der West-Berliner Filmhochschule. Ab Ende der 1960er Jahre lebte sie als freie Schriftstellerin in Berlin und Zagreb. Verheiratet war sie mit dem Berliner Schriftsteller Benno Meyer-Wehlack (1928–2014). 
In Kroatien erhielt Irena Vrkljan mehrere Literaturpreise. Ihre deutschsprachigen Werke erscheinen im Literaturverlag Droschl. Sie war Mitglied der Neuen Gesellschaft für Literatur.
1979 betätigte sie sich mit der Rolle der Frau Singer im Filmdrama David auch als Schauspielerin; es blieb allerdings ihr einziger Filmauftritt.

## Bibliografie (Auswahl)
- Das blaue Rad. 1975
- Tochter zwischen Süd und West. 1985
- Stationen. Gedichte mit Grafiken von Evelyn Kuwertz. Edition Mariannenpresse, Berlin 1981, ISBN 3-922510-06-X.
- Marina, im Gegenlicht. 1988
- Schattenberlin. 1990
- Buch über Dora. 1992
- Vor roter Wand. 1994

## Auszeichnungen
- 2002: Preis der Kroatischen Akademie der Wissenschaften und Künste
- 2005: Vladimir Nazor–Preis für das Lebenswerk
- 2005: Danica Hrvatska